# 1983 في أستراليا
فيما يلي قوائم الأحداث التي وقعت خلال عام 1983 في أستراليا.

## سياسة

### تعيين في المنصب
- 4 يناير – بوب بروان عضو مجلس النواب تسمانيا من الجمعية.

### انتهاء فترة المنصب
- 11 مارس – جون هوارد أمين صندوق أستراليا [الإنجليزية]‏.

## أفلام
من الأفلام التي صدرت هذه السنة في أستراليا:
- 10 مايو – عيد ميلاد مجيد سيد لورانس من إخراج ناغيسا أوشيما.[1]

## برامج ومسلسلات وأنمي
- العودة إلى عدن

## مواليد

### يناير
- 3 يناير – كلفن روبرتسون لاعب كرة سلة أسترالي.
- 11 يناير – مات مكاي[2]
- 19 يناير – لاري ديفيدسون لاعب كرة سلة أسترالي.
- 21 يناير – مونيك أدامكزاك لاعبة كرة مضرب أسترالية.

### فبراير
- 18 فبراير – جيسون نبلت درّاج طريق أسترالي.
- 28 فبراير – مارتن إيتي لاعب كرة سلة نيوزيلندي.

### مارس
- 21 سبتمبر – آنا مارس درّاجة طريق أسترالية.

### أبريل
- 20 أبريل – ميراندا كير
- 28 أبريل – جوش بروكس متسابق دراجات نارية أسترالي.

### مايو
- 2 مايو – مايكل ثوايت لاعب كرة قدم أسترالي.[3]
- 3 مايو – أليكس لوغتون لاعب كرة سلة أسترالي.
- 11 مايو – هولي فلانس[4]
- 24 مايو – ماثيو لويد درّاج طريق أسترالي.
- 29 مايو – دانييل كيكيرت لاعب كرة سلة أسترالي.

### يونيو
- 3 يونيو – أنتوني بيتري
- 8 يونيو – مارك وورثينغتون لاعب كرة سلة أسترالي.
- 22 يونيو – كريستين بايلي

### أغسطس
- 11 أغسطس – كريس هيمسوورث ممثل أسترالي.[5]
- 14 أغسطس – جاكوب هولمز لاعب كرة سلة أسترالي.
- 19 أغسطس – ميسي هيغنس[6]

### سبتمبر
- 21 سبتمبر – آنا مارس درّاجة طريق أسترالية.

### أكتوبر
- 12 أكتوبر – أليكس بروسك لاعب كرة قدم أسترالي.
- 20 أكتوبر – جارود فليتشر ملاكم أسترالي.
- 22 أكتوبر – ديفيد بارلو لاعب كرة سلة أسترالي.

### نوفمبر
- 17 نوفمبر – جودي هنري سبّاحة أسترالية.
- 17 نوفمبر – فيفا بيانكا ممثلة أسترالية.[7]
- 30 نوفمبر – ديفيد كارني لاعب كرة قدم أسترالي.[8]

### ديسمبر
- 10 ديسمبر – خافير صامويل[9]
- 13 ديسمبر – لورا هودجز لاعبة كرة سلة أسترالية.
- 13 ديسمبر – نيكول كريتز لاعبة كرة مضرب أسترالية.
- 18 ديسمبر – دارين نغ لاعب كرة سلة أسترالي.
- 22 ديسمبر – جنيفر هوكينز[10]
- 29 ديسمبر – تومي غرير لاعب كرة سلة أسترالي.

## وفيات

### يناير
- 1 يناير – آنا ستيوارت (مواليد 1947)
- 1 يناير – مارجوري كوكس كراوفورد (مواليد 1903) لاعبة كرة مضرب أسترالية.

### نوفمبر
- 27 نوفمبر – هاري ماسي (مواليد 1908) فيزيائي أسترالي.[11]